# Christo Radewski
Christo Wassilew Radewski (bulgarisch Христо Василев Радевски; * 10. Oktober 1903 in Belisch; † 14. Februar 1996 in Sofia) war ein bulgarischer Dichter, Kinderbuchautor und Übersetzer.

## Leben
Radewski wurde als Sohn eines Bauern geboren. Von 1945 bis 1948 war er als Diplomat in der Sowjetunion in Moskau tätig.
Er gehörte ab den 1930er Jahren zu den führenden Kräften der sogenannten proletarisch-revolutionären Literatur in Bulgarien. Von 1929 bis 1934 gehörte er zu den Mitherausgebern des Wochenzeitschrift RLF. Er schrieb auch Satiren und Fabeln und betätigte sich als Nachdichter russischer und sowjetischer Lyrik.
Radewski wurde als Held der Sozialistischen Arbeit und mit dem Dimitrow-Preis ausgezeichnet.

## Werke (Auswahl)
- An die Partei (1932)
- Pulsschlag (1936)
- Keine Luft zum Atmen (1945)
- Erkämpfte Heimat (1961)
- Der Himmel ist nah (1963)
- Land ohne Fesseln (1966)
- Geroj na našeto vreme (1977)